# کلینگلتال (زاکسن)
شهر کلینگلتال (به آلمانی: Klingenthal/Sa.) در ایالت زاکسن در کشور آلمان واقع شده‌است.